# Клинтс, Анта
А́нта Кли́нтс (также Анна Яновна Клинт, Анта Амтмане латыш. Anta Klints; настоящее имя Анна-Эмилия Ексте, латыш. Anna Emīlija Jekste; 1893—1970) — советская латвийская актриса. Народная артистка Латвийской ССР (1950).

## Биография
Родилась 19 сентября (1 октября) 1893 года в Либаве (ныне Лиепая, Латвия). С 1912 года — актриса Либавского (Лиепайского) театра. В 1916—1918 годах работала в Петроградском латышском театре, в 1919 году — в Рабочем театре Латвии. В 1921—1924 годах была актрисой латвийского Художественного театра, с 1924 года — снова в ГАТД Латвийской ССР имени А. М. Упита. В ранний период своего творчества играла в комедиях, сказках, выступала в опереттах, исполняла также драматические роли.
Умерла 27 февраля 1970 года в Риге, похоронена на Лесном кладбище (надгробный памятник работы Арты Думпе).
Именем Анты Клинтс названа улица в Лиепае.

## Творчество

### Роли в театре
- «Женитьба Белугина» А. Н. Островского и Н. Я. Соловьёва — Елена
- «Мнимый больной» Мольера — Туанетта
- «Тартюф» Мольера — Дорина
- «Гамлет» Шекспира — Офелия
- 1948 — «Таланты и поклонники» А. Н. Островского — Домна Пантелеевна
- 1950 — «Калиновая роща» А. Е. Корнейчука — Ага Александровна Щука
- 1951 — «Земля зелёная» А. М. Упита — Либа
- 1953 — «Вишнёвый сад» А. П. Чехова — Любовь Андреевна Раневская
- 1955 — «Дни портных в Силмачах» Р. М. Блауманиса — Пиндачиха

### Фильмография
- 1956 — После шторма — бабушка
- 1961 — Спасибо за весну — эпизод
- 1968 — Времена землемеров — Илзе
- 1970 — Слуги дьявола — эпизод

## Награды и премии
- Орден Ленина (03.01.1956)
- Орден Трудового Красного Знамени
- Сталинская премия третьей степени (1951) — за исполнение роли Либы в спектакле «Земля зелёная» А. М. Упита на сцене ГАТД Латвийской ССР
- Народная артистка Латвийской ССР (1950)